# Eutropis
Eutropis is een geslacht van hagedissen uit de familie skinken (Scincidae).

## Naam en indeling
De wetenschappelijke naam van de groep werd voor het eerst voorgesteld door Leopold Fitzinger in 1843. Er zijn 34 soorten, inclusief twee soorten die pas in 2016 voor het eerst wetenschappelijk zijn beschreven; Eutropis austini en Eutropis greeri.

## Verspreiding en habitat
Deze hagedissen komen voor in delen van zuidelijk en Zuidoost-Azië en leven in de landen Afghanistan, Bangladesh, Bhutan, Cambodja, China, Filipijnen, India, Indonesië, Laos, Maleisië, Nieuw-Guinea, Myanmar, Nepal, Pakistan, Singapore, Sri Lanka, Taiwan, Thailand en Vietnam.
De habitat bestaat uit tropische tot subtropische bossen maar ook voor door de mens aangepaste streken is enige tolerantie zoals plantages.
Door de internationale natuurbeschermingsorganisatie IUCN is aan zeventien soorten een beschermingsstatus toegewezen. Tien soorten worden gezien als 'veilig' (Least Concern of LC), een soort staat te boek als 'kwetsbaar' (Vulnerable of VU) en aan vier soorten is de status 'onzeker' toegewezen (Data Deficient of DD). Een soort is als 'gevoelig' bestempeld en (Near Threatened of NT) en de soort Eutropis clivicola ten slotte wordt beschouwd als 'bedreigd' (Endangered of EN).

## Soorten
Het geslacht omvat de volgende soorten, met de auteur en het verspreidingsgebied.
| Naam                                    | Auteur                                      | Verspreidingsgebied                                                                                                 |
| --------------------------------------- | ------------------------------------------- | --- |
| Eutropis allapallensis                  | Smith, 1935                                 | India |
| Eutropis andamanensis                   | Smith, 1935                                 | India |
| Eutropis ashwamedhi                     | Sharma, 1969                                | India |
| Eutropis austini                        | Batuwita, 2016                              | Sri Lanka |
| Eutropis beddomei                       | Jerdon, 1870                                | India, Sri Lanka |
| Eutropis bibronii                       | Gray, 1839                                  | India, Sri Lanka |
| Eutropis bontocensis                    | Taylor, 1923                                | Filipijnen |
| Eutropis carinata                       | Schneider, 1801                             | Bangladesh, India, Maldiven, Nepal, Sri Lanka                                                                       |
| Eutropis chapaensis                     | Bourret, 1937                               | Vietnam |
| Eutropis clivicola                      | Inger, Shaffer, Koshy & Bakde, 1984         | India |
| Eutropis cumingi                        | Brown & Alcala, 1980                        | Filipijnen |
| Eutropis darevskii                      | Bobrov, 1992                                | Vietnam |
| Eutropis dissimilis                     | Hallowell, 1857                             | Afghanistan, India, Nepal, Pakistan, mogelijk in Bangladesh                                                         |
| Eutropis englei                         | Taylor, 1925                                | Filipijnen |
| Eutropis floweri                        | Taylor, 1950                                | Sri Lanka |
| Eutropis gansi                          | Das, 1991                                   | India |
| Eutropis grandis                        | Howard, Gillespie, Riyanto & Iskandar, 2007 | Indonesië |
| Eutropis greeri                         | Batuwita, 2016                              | Sri Lanka |
| Eutropis indeprensa                     | Brown & Alcala, 1980                        | Filipijnen, Indonesië, Maleisië                                                                                     |
| Eutropis innotata                       | Blanford, 1870                              | India |
| Langstaartskink (Eutropis longicaudata) | Hallowell, 1857                             | China, Laos, Maleisië, Taiwan, Thailand, Vietnam, mogelijk in Cambodja                                              |
| Eutropis macrophthalma                  | Mausfeld & Böhme, 2002                      | Indonesië |
| Eutropis macularia                      | Blyth, 1853                                 | Bangladesh, Bhutan, Cambodja, India, Laos, Maleisië, Myanmar, Nepal, Pakistan, Sri Lanka, Thailand, Vietnam         |
| Eutropis madaraszi                      | Méhely, 1897                                | Sri Lanka |
| Eutropis multicarinata                  | Gray, 1845                                  | Filipijnen, Indonesië, Maleisië, Micronesië, Taiwan                                                                 |
| Eutropis multifasciata                  | Kuhl, 1820                                  | Cambodja, Filipijnen, India, Indonesië, Laos, Maleisië, Myanmar, Nieuw-Guinea, Singapore, Taiwan, Thailand, Vietnam |
| Eutropis nagarjunensis                  | Sharma, 1969                                | India |
| Eutropis quadratilobus                  | Bauer & Günther, 1992                       | Bhutan |
| Eutropis quadricarinata                 | Boulenger, 1887                             | India, Myanmar |
| Eutropis rudis                          | Boulenger, 1887                             | Filipijnen, Indonesië, India                                                                                        |
| Eutropis rugifera                       | Stoliczka, 1870                             | India, Indonesië, Maleisië, Singapore, Thailand                                                                     |
| Eutropis tammanna                       | Das, De Silva & Austin, 2008                | Sri Lanka |
| Eutropis trivittata                     | Hardwicke & Gray, 1827                      | India |
| Eutropis tytleri                        | Tytler, 1868                                | India |